# Раймондо I дель Бальцо
 Раймондо I дель Бальцо (итал. Raymondo I del Balzo, ум. 1412), называемый Раймонделло — сеньор Мольфетты и Джовенаццо, барон ди Рутино и Поццоманьо.
Сын Жана Теодена де Бо, внук Амьеля I де Бо из линии де Бо д’Оранж-Куртезон.
После того, как королева Джованна была убита по приказу Карла III Дураццо (1382), Раймонделло присоединился к Луи I Анжуйскому в войне против Дураццо. Назначенный капитан-генералом кавалерии анжуйцев, он опустошил окрестности Неаполя, но 19 февраля 1383 был разбит и пленен Карлом. Сын Карла Ладислао, став в 1386 королём, постарался привлечь Раймонделло на свою сторону, для чего вернул ему земли, конфискованные тремя годами ранее, в 1400 добавив к ним баронию Поццоманьо в области Отранто, и ввел его в состав королевского совета.
В 1398 женился на Маргарите, единственной дочери и наследнице Антонио делль Амендола, сеньора Амендолы, Спеккьи, Монтезано и Монтезардо, и Клеменции Тарентской, побочной дочери Луи I Анжуйского, претендента на трон, носившего титул принца Тарентского.
Сын:
Джакомо I (ум. ок. 1448)